# ليفينت ديفريم
ليفينت ديفريم (بالتركية: Levent Devrim)‏ هو لاعب كرة قدم ومدرب كرة قدم تركي في مركز الوسط، ولد في 26 أغسطس 1969 في هاتاي في تركيا. لعب مع بورصة سبور وقونية سبور وكايسري سبور.

## وصلات خارجية
- ليفينت ديفريم على موقع اتحاد تركيا (لاعب) (الإنجليزية)
- ليفينت ديفريم على موقع اتحاد تركيا (مدرب) (الإنجليزية)
- ليفينت ديفريم على موقع قاعدة بيانات كرة القدم.إي يو (الإنجليزية)
- ليفينت ديفريم على موقع عالم كرة القدم.نت (الإنجليزية)